# Lijst van voetbalinterlands Ecuador - Japan
Deze lijst van voetbalinterlands is een overzicht van alle officiële voetbalwedstrijden tussen de nationale teams van Ecuador en Japan. De landen speelden tot op heden vier keer tegen elkaar. De eerste ontmoeting, een vriendschappelijke wedstrijd, werd gespeeld in Tokio op 28 mei 1995. Het laatste duel, eveneens een vriendschappelijke wedstrijd, werd gespeeld op 27 september 2022 in Düsseldorf (Duitsland).

## Wedstrijden
| № | Plaats         | Datum             | Competitie        | Wedstrijd       | Uitslag |
| - | -------------- | ----------------- | ----------------- | --------------- | ------- |
| 1 | Tokio          | 28 mei 1995       | Vriendschappelijk | Japan – Ecuador | 3 – 0   |
| 2 | Oita           | 30 maart 2006     | Vriendschappelijk | Japan – Ecuador | 1 – 0   |
| 3 | Belo Horizonte | 24 juni 2019      | Copa América 2019 | Ecuador – Japan | 1 – 1   |
| 4 | Düsseldorf     | 27 september 2022 | Vriendschappelijk | Ecuador − Japan | 0 − 0   |

## Samenvatting
| Competitie        | Totaal gespeeld | Winst Ecuador | Gelijk | Winst Japan | Doelsaldo Ecuador – Japan |
| ----------------- | --------------- | ------------- | ------ | ----------- | ------------------------- |
| Copa América      | 1               | 0             | 1      | 0           | 1 − 1                     |
| Vriendschappelijk | 3               | 0             | 1      | 2           | 0 − 4                     |
| Totaal            | 4               | 0             | 2      | 2           | 1 − 5                     |

Wedstrijden bepaald door strafschoppen worden, in lijn met de FIFA, als een gelijkspel gerekend.

## Details

### Eerste ontmoeting
De eerste ontmoeting tussen de nationale voetbalploegen van Ecuador en Japan vond plaats op 28 mei 1995. Het duel in de strijd om de Kirin Cup, bijgewoond door 53.438 toeschouwers, werd gespeeld in het Olympisch Stadion in Tokio, en stond onder leiding van scheidsrechter Lutz Michael Fröhlich uit Duitsland. Bij Ecuador maakte verdediger Ulises de la Cruz zijn debuut.
| Japan | 3 – 0        | Ecuador |
| Masashi Nakayama 36' Kazuyoshi Miura 46' (pen.) Kazuyoshi Miura 53' (pen.) | goals        | |
| Shu Kamo | bondscoach   | Francisco Maturana |
| Kazuya Maekawa Akira Narahashi Masami Ihara Tetsuji Hashiratani Naoki Soma 85' Tsuyoshi Kitazawa 79' Motohiro Yamaguchi Kazuaki Tasaka Kazuyoshi Miura Masashi Nakayama 14' Hiroaki Morishima | opstellingen | José Cevallos 68' Raúl Noriega Iván Hurtado 46' Juan Guamán Luis Capurro Máximo Tenorio Enrique Verduga Juan Carlos Garay 82' José Mora Eduardo Hurtado Agustin Delgado |
| Hisashi Kurosaki 14' Masahiro Fukuda 79' Katsuo Kanda 85' | wissels      | 46' Ulises de la Cruz 68' Nixon Carcelén 82' Hjalmar Zambrano |
| Motohiro Yamaguchi 11' Tetsuji Hashiratani 23' | gele kaarten | 28' Juan Guamán 29' Máximo Tenório 44' Luis Capurro 52' Raúl Noriega 77' Agustin Delgado                                                                                |

### Tweede ontmoeting
De tweede ontmoeting tussen de nationale voetbalploegen van Ecuador en Japan vond plaats op 30 maart 2006. Het vriendschappelijke duel, bijgewoond door 36.507 toeschouwers, werd gespeeld in het Kyushu Sekiyu Dome in Oita, en stond onder leiding van scheidsrechter Shamsul Maidin uit Singapore. Hij deelde vier gele kaarten uit.
| Japan | 1 – 0        | Ecuador |
| Hisato Sato 86' | goals        | |
| Zico | bondscoach   | Luis Fernando Suárez |
| Yoshikatsu Kawaguchi Akira Kaji Keisuke Tsuboi Tsuneyasu Miyamoto Yuji Nakazawa Takashi Fukunishi Alessandro Santos Shinji Ono Mitsuo Ogasawara Tatsuhiko Kubo 77' Keiji Tamada 77' | opstellingen | Cristian Mora Fricson George José Luis Cortéz José Perlaza Giovanny Espinoza Marlon Ayoví 67' Leonardo Soledispa 85' Patricio Urrutia Edwin Tenorio 67' Walter Calderon Jhonny Baldeón |
| Seiichiro Maki 77' Hisato Sato 77' | wissels      | 67' Luis Caicedo 67' Gustavo Figueroa 85' Luis Saritama |
| Shinji Ono 70' Takashi Fukunishi 78' | gele kaarten | 38' Fricson George 54' Edwin Tenorio |

FEF · A-internationals · Bondscoaches · Selecties · Statistieken · Ecuadoraans vrouwenelftal · Olympisch elftal · Ecuador U21 · Ecuador U20 · Ecuador U18 · Ecuador U17
1938 – 1949 ·
1950 – 1959 ·
1960 – 1969 ·
1970 – 1979 ·
1980 – 1989 ·
1990 – 1999 ·
2000 – 2009 ·
2010 – 2019 ·
2020 − 2029
WK 2002 · 
WK 2006 · 
WK 2014
1938 · 
1939 · 
1940 · 
1941 · 
1942 · 
1943 · 1944 · 
1945 · 
1946 · 
1947 · 
1948 · 
1949 · 
1950 · 1951 · 1952 · 
1953 · 
1954 · 
1955 · 
1956 · 
1957 · 
1958 · 
1959 · 
1960 · 
1961 · 1962 · 
1963 · 
1964 · 
1965 · 
1966 · 
1967 · 1968 · 
1969 · 
1970 · 
1971 · 
1972 · 
1973 · 
1974 · 
1975 · 
1976 · 
1977 · 
1978 · 
1979 · 
1980 · 
1981 · 
1982 · 
1983 · 
1984 · 
1985 · 
1986 · 
1987 · 
1988 · 
1989 · 
1990 · 
1991 · 
1992 · 
1993 · 
1994 · 
1995 · 
1996 · 
1997 · 
1998 · 
1999 · 
2000 · 
2001 · 
2002 · 
2003 · 
2004 · 
2005 · 
2006 · 
2007 · 
2008 · 
2009 · 
2010 · 
2011 · 
2012 · 
2013 · 
2014 · 
2015 · 
2016 · 
2017 ·
2018 ·
2019 ·
2020 ·
2021 ·
2022
Argentinië ·
Armenië ·
Australië ·
Bolivia · 
Brazilië ·
Bulgarije ·
Canada ·
Chili ·
Colombia ·
Costa Rica ·
Cuba ·
Denemarken ·
DDR ·
Duitsland ·
El Salvador ·
Engeland ·
Estland ·
Finland ·
Frankrijk ·
Griekenland ·
Guatemala ·
Haïti ·
Honduras ·
Ierland ·
Irak ·
Iran ·
Italië ·
Jamaica ·
Japan ·
Joegoslavië ·
Jordanië ·
Kaapverdië ·
Koeweit ·
Kroatië · 
Libanon ·
Mexico ·
Nederland ·
Nigeria ·
Noord-Macedonië ·
Oeganda ·
Oman ·
Panama ·
Paraguay ·
Peru ·
Polen ·
Portugal ·
Qatar ·
Roemenië ·
Saoedi-Arabië ·
Schotland ·
Senegal ·
Spanje ·
Trinidad en Tobago ·
Turkije · 
Uruguay ·
Venezuela ·
Verenigde Staten ·
Wit-Rusland ·
Zambia ·
Zuid-Afrika ·
Zuid-Korea ·
Zweden ·
Zwitserland
Costa Rica (2006) · 
Duitsland (2006) · 
Engeland (2006) · 
Frankrijk (2014) · 
Honduras (2014) · 
Nederland (2022) · 
Polen (2006) · 
Qatar (2022) · 
Zwitserland (2014)
JFA · A-Internationals · Selecties · Bondscoaches · Statistieken · Olympisch elftal · Japans vrouwenelftal · Japan U21 · Japan U20 · Japan U19 · Japan U18 · Japan U17
1910 – 1949 · 
1950 – 1959 · 
1960 – 1969 · 
1970 – 1979 · 
1980 – 1989 · 
1990 – 1999 · 
2000 – 2009 · 
2010 – 2019 · 
2020 – 2029
CC 1995 · 
CC 2001 · 
CC 2003 · 
CC 2005
WK 1998 · 
WK 2002 · 
WK 2006 · 
WK 2010 · 
WK 2014 · 
WK 2018
OS 1936 · 
OS 1956 ·
OS 1964 · 
OS 1968 · 
OS 1996 ·
OS 2000 ·
OS 2004 ·
OS 2008 ·
OS 2012 ·
OS 2016 ·
OS 2020
1917 · 
1918 · 1919 · 
1921 · 
1922 · 
1923 · 
1924 · 
1925 · 
1926 · 
1927 · 
1928 · 1929 · 
1930 · 
1931 · 1932 · 1933 · 
1934 · 
1935 · 
1936 · 
1937 · 1938 · 
1939 · 
1940 · 
1941 · 
1942 · 
1943 – 1950 · 
1951 · 
1952 · 1953 · 
1954 · 
1955 · 
1956 · 
1957 · 
1958 · 
1959 · 
1960 · 
1961 · 
1962 · 
1963 · 
1964 · 
1965 · 
1966 · 
1967 · 
1968 · 
1969 · 
1970 · 
1971 · 
1972 · 
1973 · 
1974 · 
1975 · 
1976 · 
1977 · 
1978 · 
1979 · 
1980 · 
1981 · 
1982 · 
1983 · 
1984 · 
1985 · 
1986 · 
1987 · 
1988 · 
1989 · 
1990 · 
1991 · 
1992 · 
1993 · 
1994 · 
1995 · 
1996 · 
1997 · 
1998 · 
1999 · 
2000 · 
2001 · 
2002 · 
2003 · 
2004 · 
2005 · 
2006 · 
2007 · 
2008 · 
2009 · 
2010 · 
2011 · 
2012 · 
2013 · 
2014 · 
2015 ·
2016 ·
2017 ·
2018 ·
2019 ·
2020 ·
2021 ·
2022
Afghanistan ·
Angola ·
Argentinië ·
Australië ·
Azerbeidzjan · 
Bahrein ·
Bangladesh ·
België ·
Bolivia ·
Bosnië en Herzegovina ·
Brazilië ·
Brunei ·
Bulgarije ·
Cambodja ·
Canada ·
Chili ·
China ·
Colombia ·
Costa Rica ·
Cyprus ·
Denemarken ·
Duitsland ·
Ecuador ·
Egypte ·
El Salvador ·
Engeland ·
Filipijnen ·
Finland ·
Frankrijk ·
Ghana ·
Griekenland ·
Guatemala ·
Haïti ·
Honduras ·
Hongarije ·
Hongkong ·
IJsland ·
India ·
Indonesië ·
Irak ·
Iran ·
Israël ·
Italië ·
Ivoorkust ·
Jamaica ·
Jemen ·
Joegoslavië ·
Jordanië ·
Kameroen ·
Kazachstan ·
Kirgizië ·
Koeweit ·
Kroatië ·
Letland ·
Luxemburg ·
Macau ·
Maleisië ·
Mali ·
Malta ·
Mexico ·
Mongolië ·
Montenegro ·
Myanmar ·
Nederland ·
Nepal ·
Nieuw-Zeeland ·
Nigeria ·
Noord-Korea ·
Noorwegen ·
Oekraïne ·
Oezbekistan ·
Oman ·
Oostenrijk ·
Pakistan ·
Palestina ·
Panama ·
Paraguay ·
Peru ·
Polen ·
Qatar ·
Roemenië ·
Rusland ·
Saoedi-Arabië ·
Schotland ·
Senegal ·
Servië ·
Servië en Montenegro ·
Singapore ·
Slowakije ·
Sovjet-Unie ·
Spanje ·
Sri Lanka ·
Syrië ·
Tadzjikistan ·
Taiwan ·
Thailand ·
Togo ·
Trinidad en Tobago ·
Tsjechië ·
Tunesië ·
Turkije ·
Turkmenistan ·
Uruguay ·
Venezuela ·
Verenigde Arabische Emiraten ·
Verenigde Staten ·
Vietnam ·
Wales ·
Wit-Rusland ·
Zambia ·
Zuid-Afrika ·
Zuid-Jemen ·
Zuid-Korea ·
Zuid-Vietnam ·
Zweden ·
Zwitserland
Australië (2006) · 
Brazilië (2006) · 
België (2018) · 
Colombia (2014) · 
Colombia (2018) ·
Denemarken (2010) ·
Duitsland (2022) · 
Frankrijk (2001) · 
Griekenland (2014) · 
Ivoorkust (2014) · 
Kameroen (2010) · 
Kroatië (2006) · 
Nederland (2010) ·
Polen (2018) ·
Senegal (2018) ·
Spanje (2022)